# Distrito Escolar East Ramapo Central
El Distrito Escolar East Ramapo Central (East Ramapo Central School District, ERCSD) es un distrito escolar del Estado de Nueva York. Tiene su sede en el Senator Eugene Levy Dr. Jack R. Anderson Education Center en el Pueblo de Ramapo. Gestiona escuelas en las localidades de Chestnut Ridge, Monsey, Spring Valley, Suffern, y Haverstraw.

## Historia
En 1997 el distrito tenía 9.200 estudiantes. 65% de los estudiantes eran de 40 nacionalidades. En 1997 más niños en el distrito asistió a escuelas privadas en lugar de escuelas de ERCSD.
En 2005 la población judía ortodoxa, que no utiliza las escuelas del ERCSD, convirtieron en la mayoría de la junta escolar del distrito. La nueva junta bajaron el presupuesto y los impuestos.
A partir de 2010 los servicios de las escuelas de ERCSD disminuyeron y la junta arrendó escuelas vacías a las organizaciones privadas judías.
A partir de 2013 los estudiantes y padres del distrito criticaron la junta escolar.
En el abril de 2014, el grupo Rockland Clergy for Social Justice ("Clero de Rockland por la justicia social"), que incluye líderes cristianos, judíos y musulmanes, pidió Gobernador de Nueva York Andrew Cuomo a intervenir en el distrito.